# St. Johannes (Regensburg)

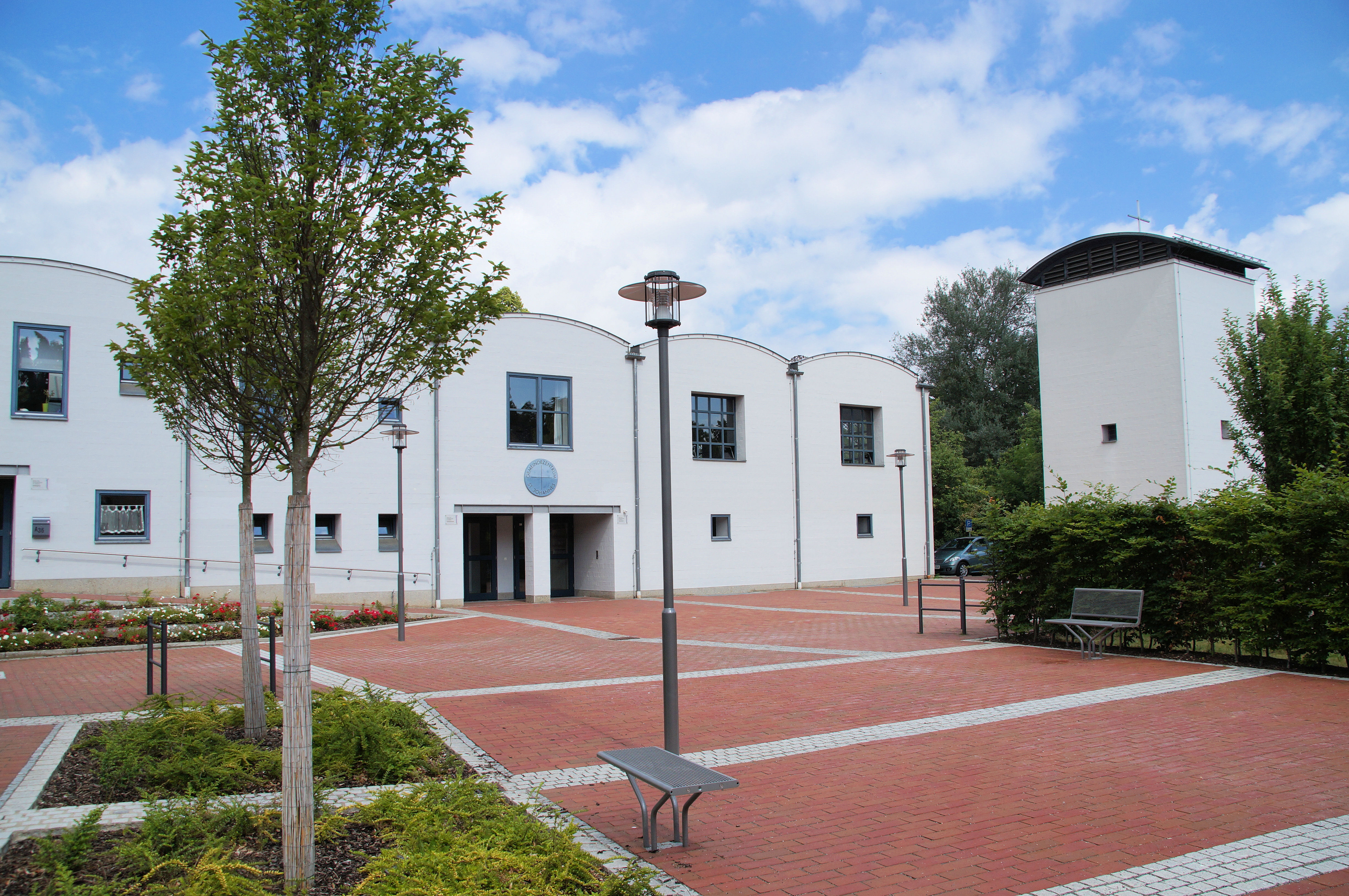
Evangelisch-lutherische Pfarrkirche St. Johannes und zugehöriges Gemeindezentrum

Die Pfarrkirche St. Johannes steht in der Augsburger Straße 36 im Stadtteil Kumpfmühl von Regensburg. Die Gemeinde gehört zum Dekanat Regensburg im Kirchenkreis Regensburg der Evangelisch-Lutherischen Kirche in Bayern.

## Geschichte
1950 vermachte der Regensburger Paul Fetzer der evangelischen Kirche ein Wohnhaus in der Augsburger Straße. 1952 erfolgte durch Gottfried Bauer aus Regensburg der Umbau des Wohnhauses zu einer Kirche mit Mesnerwohnhaus und Kindergarten. Am 1. Januar 1956 wurde die Kirchengemeinde St. Johannes aus der Pfarrei Dreieinigkeitskirche/Obere Stadt ausgegliedert. Bis zum Abbruch des Kirchengebäudes 1991 war die Johanneskirche die einzige noch existente Notkirche der Nachkriegszeit in Regensburg. Am Standort der Vorgängerkirche wurde 1993 nach Plänen des Architekten Theodor Hugues aus München das heutige Gemeindezentrum St. Johannes errichtet.

## Gebäude
Die sechs bepflanzten Tonnendächer überspannen die Johanneskirche, ein zweigeschossiges Gemeindezentrum mit Saal, Gruppenräumen und Funktionsräumen sowie den Kindergarten St. Johannes. Die Johanneskirche besitzt eine dreiseitige Empore. Das metallene Kreuz und die Kerzenleuchter fertigte Fritz Koenig aus Landshut.

## Orgel
Die Orgel von Georg Jann von 1995 umfasst 13 Register mit zwei Manualen und Pedal. Sie hat folgende Disposition:
| I. Manual     |        |
| Rohrflöte     | 8′     |
| Principal     | 4′     |
| Gedeckt       | 4′     |
| Quinte        | 2 ⁄3′  |
| Terz          | 1 3⁄5′ |
| Schwegel      | 2′     |
| Mixtur III–IV | 1 ⁄3′  |

| II. Manual |    |
| Gedeckt    | 8′ |
| Salicional | 8′ |
| Blockflöte | 4′ |
| Principal  | 2′ |

| Pedal      |     |
| Subbaß     | 16′ |
| Gedecktbaß | 08′ |

- Koppeln: II/I, I/P, II/P
- Effektregister: Tremulant, Cymbelstern